# Vespula
Vespula és un gènere d'himenòpters apòcrits de la família dels vèspids (Vespidae) àmpliament distribuït a l'hemisferi nord i parts del sud, incloent-hi la península Ibèrica. Inclou vespes eusocials.

## Característiques
Les espècies de Vespula tenen un espai oculo-malar (espai entre l'ull i la mandíbula) més petit i una major tendència a construir nius subterranis que els membres del seu tàxon germà Dolichovespula.

## Distribució
Dues de les espècies europees comunes (Vespula germanica i Vespula vulgaris) s'han establert aAmèrica del Nord, el sud d'Àfrica, Nova Zelanda i l'est d'Austràlia. Vespula maculifrons i Vespula pensylvanica, són natives de l'Amèrica del Nord.

## Llista d'espècies
- Vespula acadica (Sladen, 1918)
- Vespula arisana (Sonan, 1929)
- Vespula atropilosa (Sladen, 1918)
- Vespula austriaca (Panzer, 1799)
- Vespula consobrina (Saussure, 1854)
- Vespula flaviceps (Smith, 1870)
- Vespula flavopilosa Jakobson, 1978
- Vespula germanica (Fabricius, 1793)
- Vespula inexspectata Eck, 1991
- Vespula ingrica Birula, 1931
- Vespula kingdonwardi Archer, 1981
- Vespula koreensis (Rad., 1887)
- Vespula maculifrons (Buysson, 1905)
- Vespula nursei Archer, 1981
- Vespula orbata (Buysson 1902)
- Vespula pensylvanica (Saussure, 1857)
- Vespula rufa (Linnaeus, 1758)
- Vespula rufosignata Eck, 1998
- Vespula shidai Ish.,Yam.,Wagn., 1980
- Vespula squamosa (Drury, 1770)
- Vespula structor (Smith, 1870)
- Vespula sulphurea (Saussure, 1854)
- Vespula vidua (Saussure, 1854)
- Vespula vulgaris (Linnaeus, 1758)
- Vespula yichunensis Lee, 1986